# Potter Valley (California)
Potter Valley es un área no incorporada en el condado de Mendocino, California, Estados Unidos. Está ubicada a 18 millas (29 km) al noreste de Ukiah, a una altitud de 948 pies (289 m). Está ubicado en la cabecera del ramal este del río Ruso.

## Historia
En 1852, cuando William y Thomas Potter y Mose Briggs entraron por primera vez en lo que conocemos como "Potter Valley", estaban buscando la cabecera del río Ruso y venían desde su base en el  condado de Sonoma. Los integrantes de la nación Pomo lo denominaban "Ba-lo Kai". Fundaron tres poblaciones Pomo (cada una de ellas de unas 500 personas), las cabeceras rusas, y un gran valle donde crecía avena salvaje "stirrup high". Los Potter volvieron para instalarse allí, y el valle en adelante sería reconocido por el nombre que le dieron los rancheros estadounidenses.
La oficina de correos fue abierta en 1870.
La pintora Grace Hudson nació en Potter Valley.
Además de su famoso rancho de Ridgewood, Charles S. Howard, el dueño de Seabiscuit, poseyó un rancho en Potter Valley, en donde crio ganado y vivía en Seabiscuit de vez en cuando aislado cuando los visitantes se hacían fastidiosos.

## Geografía
Potter Valley está ubicado justo al noreste de Ukiah y Lago Mendocino en el condado de Mendocino, con los terrenos del valle se encuentran a una altitud de escasamente 1000 pies (300 m). Las cabeceras de la bifurcación del este del río ruso se originan en el valle. Agua adicional del río Anguila se bombea en el río ruso aquí vía central hidroeléctrica en este polémico transvase los túneles atraviesan las montañas para aprovecharse de la relativa proximidad de estos dos cursos. Esta diversión suministra una cantidad significativa de agua a los condados interiores de Mendocino y de Sonoma. El Potter Valley es una rica región agrícola, con excelentes suelos, plantados sobre todo con pasto irrigado, vino, uvas, y peras, pero apoyo de una gran variedad de granjas y de ranchos.
| Promedios Climáticos Mensuales del Potter Valley (1961-1990) |    |      |      |     |      |      |      |      |     |      |     |      |
| Meses                                                        | En | Feb  | Mar  | Abr | May  | Jun  | Jul  | Ag   | Sep | Oct  | Nov | Dic  |
| Promedio más alto (°F)                                       | 57 | 61   | 64   | 69  | 78   | 86   | 94   | 92   | 88  | 77   | 63  | 56   |
| Promedio más bajo (°F)                                       | 33 | 37   | 38   | 39  | 43   | 49   | 53   | 52   | 48  | 43   | 37  | 34   |
| Promedio Precipitaciones (pulgadas)                          | 9  | 6.96 | 5.89 | 2.7 | 0.93 | 0.14 | 0.07 | 0.31 | 0.9 | 2.79 | 6.9 | 7.75 |